# Siphonorhinus angustus
Siphonorhinus angustus är en mångfotingart som beskrevs av Pocock 1894. Siphonorhinus angustus ingår i släktet Siphonorhinus och familjen Siphonorhinidae. Inga underarter finns listade i Catalogue of Life.